# Saint-Pierre-Bois
 Saint-Pierre-Bois (en alsacià Peeterschulz) és un municipi francès, situat a la regió del Gran Est, al departament del Baix Rin. L'any 1999 tenia 606 habitants. Limita amb Thanvillé, Villé, Barr i Neuve-Église.
Forma part del cantó de Mutzig, del districte de Sélestat-Erstein i de la Comunitat de comunes de la Vall de Villé.

## Demografia
| 1962 | 1968 | 1975 | 1982 | 1990 | 1999 |
| ---- | ---- | ---- | ---- | ---- | ---- |
| 439  | 465  | 440  | 501  | 522  | 606  |

## Administració
| Període | Identitat    | Partit |
| ------- | ------------ | ------ |
| 2001-   | Daniel Gross |        |